# Ludwig Kühn (Politiker)
Ludwig Kühn (* 22. Juni 1893 in Venusberg; † 21. Dezember 1977 in Karl-Marx-Stadt) war ein deutscher Kommunist. Er gehörte zu den Begründern der KPD in Chemnitz und war ein Vertrauter Heinrich Brandlers. Nach dem 2. Weltkrieg fungierte Kühn für einige Zeit als Präsident der Landeshandwerkskammer Sachsen.

## Leben
Kühn wuchs als Sohn eines Zimmermanns im sächsischen Erzgebirge auf. Er erlernte den Schlosserberuf. Mit 18 Jahren wurde Kühn Mitglied der SPD und gehörte zu den Mitbegründern der Arbeiterjugendbewegung in Chemnitz. In der sächsischen Industriestadt kam Kühn mit den zwei hauptamtlichen sozialdemokratischen Gewerkschaftsführern Heinrich Brandler und Fritz Heckert in Kontakt, deren gegenteiligen Auffassungen zur sozialdemokratischen Burgfriedenspolitik mit Beginn des Ersten Weltkrieges er sich anschloss. Die hatte zur Folge, dass Kühn sich in der Chemnitzer Spartakusgruppe führend engagierte, da er zudem den Krieg als Soldat und ab 1917 als Rüstungsarbeiter selbst miterlebte. 
Während der Novemberrevolution 1918 gehörte Kühn dem Chemnitzer Arbeiter- und Soldatenrat an und er gehörte auch zu den Mitbegründern der KPD in Chemnitz zu Beginn des Jahres 1919. Nachdem er 1921 in seinem alten Beruf als Schlosser entlassen worden war, bekam Kühn eine Anstellung als hauptamtlicher KDP-Funktionär innerhalb der Bezirksleitung Erzgebirge-Vogtland. Zeitweise war er dabei Sekretär des Unterbezirkes Chemnitz und Organisationsleiter des KPD-Bezirks, dessen Leitung seinen Sitz in Chemnitz hatte. Politischer Leiter dieses sächsischen KPD-Bezirks während Kühns Funktionärstätigkeit war Robert Siewert, der auch ein Anhänger Brandlers war. 1923 schied Kühn nach innerparteilichen Auseinandersetzungen, die sich vor allem um den gescheiterten Deutschen Oktober drehten und ihn in einer rechten Parteiströmung sahen, aus all seinen hauptamtlichen Parteifunktionen aus. 
Kühn widmete sich nunmehr dem Berufsleben und setzte auf den aufkommenden Rundfunk, der sich ab 1923 auch in Deutschland verbreitete. Er machte sich als Rundfunkhändler selbständig und führte ein Rundfunkfachgeschäft. Erst in den Jahren 1928/29 wurde er politisch wieder aktiv und arbeitete nach der Gründung der KPO einige Zeit wieder mit Heinrich Brandler zusammen. Spätestens mit der Flucht Brandlers nach der Machtergreifung der Nationalsozialisten 1933 erlosch Kühns politisches Engagement. 
Im Jahr 1939 wurde Kühn kurzzeitig zur Wehrmacht eingezogen, um ab 1940 auf der Kieler Kriegsmarinewerft im Rahmen einer Dienstverpflichtung bis über das Kriegsende 1945 hinaus zu arbeiten. 
Im August 1945 kehrte Kühn zunächst nach Chemnitz zurück. Kurz darauf fand er eine Anstellung als Rundfunkmechaniker im Landesnachrichtenamt, einige Zeit später leitete er die Abteilung Rundfunk des Landessenders Dresden. 1947 wurde Kühn vom Sächsischen Landtag zum Präsidenten der Landeshandwerkskammer Sachsen gewählt. Im Rahmen dieser Tätigkeit war Kühn auch Mitglied der Provisorischen Volkskammer in der Fraktion der Genossenschaften. 1953 wechselte er nach Auflösung der Landeshandwerkskammer zum VEB Fernmelde-Anlagenbau Dresden, wo er bis zu seiner Verrentung 1959 als Werkleiter fungierte.

## Privates
Kühns erste Ehefrau war Martha Künzel. Sie heirateten am 11. April 1916. Der gemeinsame Sohn Walter wurde 1914 geboren. Kühn war Schnitteschlosser in Chemnitz und war spätestens 1915 Soldat im Ersten Weltkrieg.
Kühns gleichaltrige zweite Frau Gertrud war in erster Ehe von 1917 bis 1932 die Ehefrau Heinrich Brandlers. Ende der zwanziger Jahre trennte sich Gertrud Brandler von ihrem Mann und lebte fortan mit Ludwig Kühn zusammen, in dessen Rundfunkgeschäft sie von 1939 bis 1944 tätig war. Nach dem Krieg wurde sie 1946 wurde sie Mitglied der SED, aus der sie zu Anfang der 1950er Jahre als „Trotzkistin“ ausgeschlossen wurde.

## Ehrungen
- Nach Kühn ist bis heute die Ludwig-Kühn-Straße in Chemnitz benannt
- Vaterländischer Verdienstorden in Silber[1]

## Weblink
- Kurzbiografie zu: Ludwig Kühn. In: Wer war wer in der DDR? 5. Ausgabe. Band 1. Ch. Links, Berlin 2010, ISBN 978-3-86153-561-4.